# Aleksander Kapuściński
Aleksander Kapuściński (ur. 1888, zm. 1946) – polski inżynier architekt. Absolwent Politechniki Lwowskiej. Od 1946 profesor na Wydziale Budownictwa Uniwersytetu i Politechniki Wrocławskiej.